# Frontière entre le Bhoutan et la Chine
La frontière entre le Bhoutan et la Chine est la frontière séparant le Bhoutan et la Chine.
Cette frontière est totalement fermée depuis 1962, à la suite d'un différend non réglé entre les deux pays. Le Doklam, région située à la tri-jonction entre ces deux pays et l'Inde, est au cœur de ce différend territorial.
Depuis le milieu des années 2010, la Chine mène une politique de colonisation illégale au Bhoutan en y implantant des villages peuplés de citoyens chinois, sans tenir compte de la frontière.